# Catorzena esmena de la Constitució dels Estats Units

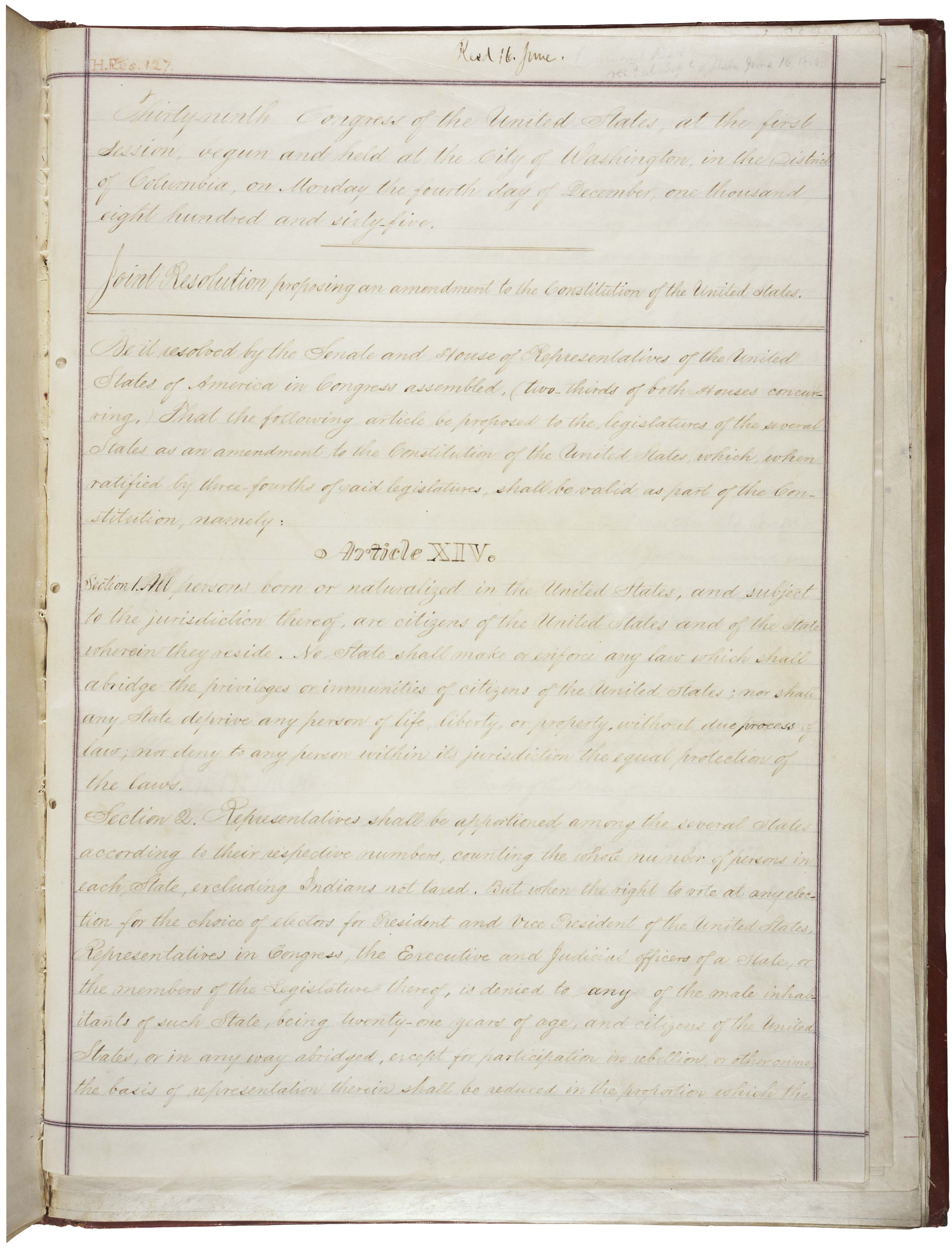
Primera pàgina de la Catorzena Esmena (Arxiu nacional i administració de documents dels Estats Units d'Amèrica).

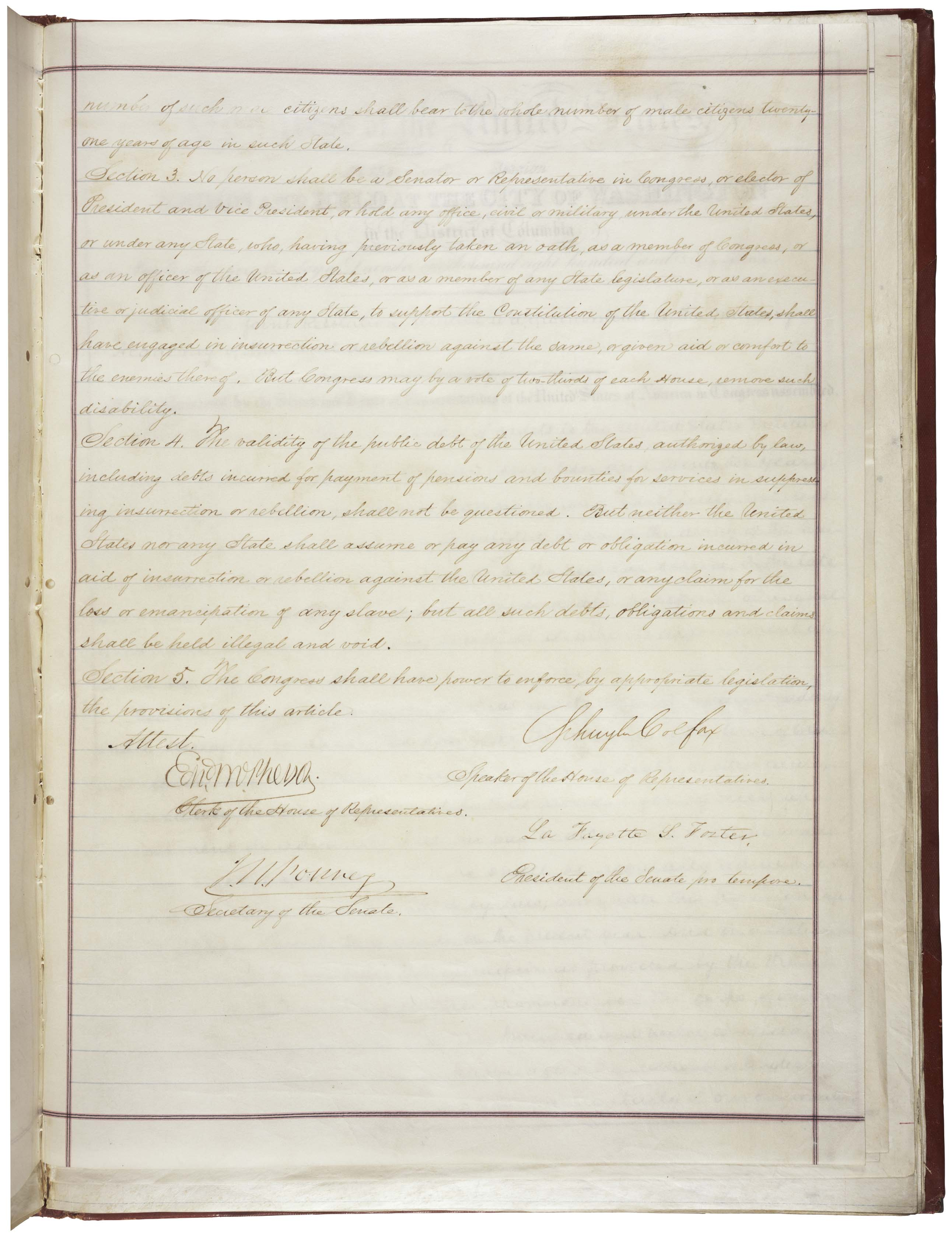
Segona pàgina de l'Esmena.

La Catorzena esmena (en anglès Fourteenth Amendment) de la Constitució dels Estats Units és una de les esmenes posteriors a la Guerra Civil, i inclou, entre d'altres, la Clàusula del Degut Procés i la Clàusula de Protecció Igualitària. Va ser proposada el 13 de juny del 1866, i ratificada el 9 de juliol del 1868.
L'esmena proveeix una àmplia definició de ciutadania nacional, que anul·la la decisió de Dred Scott v. Sandford (1857), que havia exclòs els esclaus i els seus descendents de posseir drets constitucionals. Requereix que els estats proveeixin d'una protecció igualitària davant la llei totes les persones (no solament els ciutadans) dins de les seves jurisdiccions. La importància de la Catorzena esmena va ser exemplificada quan es va interpretar per prohibir la segregació racial als col·legis públics en el cas Brown v. Board of Education.
Les altres dues esmenes de postguerra són la Tretzena esmena (prohibint l'esclavitud) i la Quinzena esmena (prohibeix les qualificacions respecte al vot determinades per l'ètnia). D'acord amb el jutge de la Cort Suprema Noah Swayne, «construïdes amb justícia, podria dir-se d'aquestes esmenes que s'eleven a la dignitat d'una nova Carta Magna.

## Text
El text de la Catorzena esmena a la Constitució dels Estats Units diu així:
| « | (català) Secció 1. Totes les persones nascudes o naturalitzades als Estats Units, i subjectes a la seva jurisdicció, són ciutadans dels Estats Units i de l'estat en què resideixin. Cap estat podrà crear o implementar lleis que limitin els privilegis o immunitats dels ciutadans dels Estats Units; tampoc cap estat no podrà privar una persona de la seves vida, llibertat o propietat, sense un degut procés legal; ni negar a cap persona dins la seva jurisdicció la protecció legal igualitària. Secció 2. S'haurà de designar representants dins dels diferents estats d'acord amb els nombres, comptant el nombre total de persones de cada estat, excloent-hi els indis que no paguin impostos. Però quan el dret a votar en qualsevol elecció per un candidat, per a president o vicepresident dels Estats Units, representants del Congrés, oficials d'estat del poder executiu o judicial, o qualsevol membre del poder legislatiu, és denegat a qualsevol habitant masculí de determinat estat, tenint vint-i-un anys, i ciutadans dels Estats Units, o de qualsevol forma limitat, excepte per participar en una rebel·lió, o un altre crim, la base de representació s'hi ha de reduir en la proporció que el nombre d'aquests ciutadans masculins tingui respecte al nombre total de ciutadans masculins de vint-i-un anys d'edat en aquest Estat. Secció 3. Cap persona podrà ser senadora o representant al Congrés, ni electora del president i vicepresident, o ocupar càrrecs, civils o militars, als Estats Units, o en qualsevol estat, si és que prèviament no ha prestat jurament, com a membre del Congrés, o com oficial dels Estats Units, o com a membre de qualsevol legislatura d'algun estat, o com a oficial del poder executiu o judicial, per defensar la Constitució dels Estats Units, si ha incorregut en insurrecció o rebel·lió contra aquests, o ha donat auxili o consol als seus enemics. Però el Congrés pot votar per dos terços de cada cambra, per retirar tal inhabilitat. Secció 4. La validesa del deute públic dels Estats Units, autoritzada per llei, incloent-hi deutes contrets per al pagament de pensions i recompenses per a suprimir insurreccions o rebel·lions, no ha de ser qüestionada. Però ni els Estats Units, ni cap altre estat podrà assumir deutes o obligacions produïts per ajudes a la insurrecció o rebel·lió en contra dels Estats Units, o qualsevol reclam pel cost de la pèrdua o emancipació dels seus esclaus; sinó que com a deutes, obligacions i reclamacions seran tingudes per il·legals i nul·les. Secció 5. El Congrés tindrà el poder de fer complir, mitjançant una legislació apropiada, els esments d'aquest article. | (anglès) Section 1. All persons born or naturalized in the United States, and subject to the jurisdiction thereof, are citizens of the United States and of the State wherein they reside. No State shall make or enforce any law which shall abridge the privileges or immunities of citizens of the United States; nor shall any State deprive any person of life, liberty, or property, without due process of law; nor deny to any person within its jurisdiction the equal protection of the laws. Section 2. Representatives shall be apportioned among the several States according to their respective numbers, counting the whole number of persons in each State, excluding Indians not taxed. But when the right to vote at any election for the choice of electors for President and Vice President of the United States, Representatives in Congress, the Executive and Judicial officers of a State, or the members of the Legislature thereof, is denied to any of the male inhabitants of such State, being twenty-one years of age, and citizens of the United States, or in any way abridged, except for participation in rebellion, or other crime, the basis of representation therein shall be reduced in the proportion which the number of such male citizens shall bear to the whole number of male citizens twenty-one years of age in such State. Section 3. No person shall be a Senator or Representative in Congress, or elector of President and Vice President, or hold any office, civil or military, under the United States, or under any State, who, having previously taken an oath, as a member of Congress, or as an officer of the United States, or as a member of any State legislature, or as an executive or judicial officer of any State, to support the Constitution of the United States, shall have engaged in insurrection or rebellion against the same, or given aid or comfort to the enemies thereof. But Congress may, by a vote of two-thirds of each House, remove such disability. Section 4. The validity of the public debt of the United States, authorized by law, including debts incurred for payment of pensions and bounties for services in suppressing insurrection or rebellion, shall not be questioned. But neither the United States nor any State shall assume or pay any debt or obligation incurred in aid of insurrection or rebellion against the United States, or any claim for the loss or emancipation of any slave; but all such debts, obligations and claims shall be held illegal and void. Section 5. The Congress shall have power to enforce, by appropriate legislation, the provisions of this article. | » |